# ヴィンフリート・クレッチュマン
ヴィンフリート・クレッチュマン（Winfried Kretschmann 、1948年5月5日 - ）は、ドイツの政治家。同盟90/緑の党に所属。
2011年からバーデン＝ヴュルテンベルク州首相を務めている。緑の党の出身者が州首相に就任したのは、彼が初めてであり、現時点では唯一の例である。なお、2012年から1年間、連邦参議院議長も務めたが、緑の党出身者がこの職を務めたのは、彼が唯一の例である。

## 経歴

### 出生から大学卒業まで
クレッチュマンは、当時フランス占領地区のヴュルテンベルク＝ホーエンツォレルン州シュパイヒンゲン（現在のバーデン＝ヴュルテンベルク州）で、東プロイセンのヴァルミア（ドイツ語名 エルムラント）から移住してきた両親から生まれた。彼はジグマリンゲンにあるカトリック系の寄宿制の学校に入り、アビトゥーアを取得した。兵役を終えた後、彼はシュトゥットガルトのホーヘンハイム大学で、生物学、化学及び倫理の教職課程を学び、1977年に大学を卒業した。なお、大学在学中の1973年から1975年にかけては、西ドイツ共産主義者同盟の活動家であったとされる。

### 教師から政治家へ
ジグマリンゲンの学校で3年間教師として働いた後、1979年からは緑の党のバーデン＝ヴュルテンベルク州支部で活動するようになり、1980年には同州の州議会議員に当選し、1983年から1984年には党の州議会議員団長を務めた。その後1985年から2年間、ヘッセン州でヨシュカ・フィッシャー州環境相の下で働いた。1988年にはバーデン・ヴュルテンベルク州に戻り州議会議員に返り咲いたものの、1992年の選挙では落選。4年間再び教師として働いた後、1996年に返り咲いてからは州議会議員の地位を守ってきた。2002年から2011年には再び党の州議会議員団長を務めた。

### 2011年 州首相に就任
2011年3月のバーデン＝ヴュルテンベルク州議会選挙では、ドイツキリスト教民主同盟（CDU）が第1党となったものの、138議席中60議席（9議席減）、同党と連立を組んでいた自由民主党 （FDP）が7議席（8議席減）の獲得にとどまり、両党での連立継続は不可能となった。
一方、福島第一原子力発電所事故の直後の選挙で、ドイツの原子力発電所17基中4基がある同州においては、原発政策も争点となったこともあり、脱原発を訴えてきた緑の党は36議席（19議席増）で第2党と躍進した。また、ドイツ社会民主党（SPD）は35議席（3議席減）で第3党となった。この結果、緑の党・SPDの2党による「赤緑連立」が成立し、2011年5月12日から緑の党出身者として初めて州首相となった。なお、緑の党が首班となる「赤緑連立」はこれが初めての例である。

### 2016年 州首相に再選
2016年3月のバーデン＝ヴュルテンベルク州議会選挙において、緑の党は143議席中47議席（13議席増）を獲得し、第1党となった。しかし、連立を組んでいたSPDは19議席（16議席減）にとどまり、両党での連立継続は不可能となった。
このためクレッチュマンは、両党に加えて第5党で12議席（5議席増）を持つFDPとの「信号機連立」を呼びかけたが、FDPがこれを拒絶したため、第2党で42議席（18議席減）となったCDUとの2党による「黒緑連立」に踏み切り、同年5月に州首相に再選された。
なお、緑の党が首班となる「黒緑連立」はこれが初めての例である。

## 政治姿勢

### 保守的な政治志向
クレッチュマンは、活動するカトリック保守を自認しているとされる。そのため、緑の党内では最右派の「エコ・リバタリアン」に所属した。CDUとも近いとされる。2002年から緑の党が主導するフライブルクでは、党派代表としてCDUと良好な関係を築いたとされる。
2013年9月の連邦議会選挙で、緑の党は環境負荷軽減とアンチ工場式畜産として週一度は菜食日とする「ベジ・デイ」の導入やエネルギーシフトをかかげたほか、最低賃金制導入、高所得者層への増税などを訴えたが、クレッチュマンは繰り返し党の運動を批判し、選挙公約である増税にも反対した。彼は公開書簡において、経済に有害ないかなる動きも避けるべきと緑の党の指導部に警告した。
2012年にバイエルン州が連邦憲法裁判所に対して、バイエルン州やバーデン・ヴュルテンベルク州のような財政的に裕福な州から、より弱い州に対して財政移動させるシステムについて訴訟を起こした際、バイエルン州から支持を求められたが、クレッチュマンはそれを支持せず、その代わりにすべての州との間の交渉を通じて、改革を推進した。

### 環境問題等に対する取り組み
緑の党の中では現実的な政治志向を持つとされるクレッチュマンではあるが、緑の党の政治家らしく、脱原発や地球温暖化等の気候変動政策については、声を上げたり行動したりしてきた人物である。
バーデン・ヴュルテンベルク州首相就任後、クレッチュマンは「脱原発が成り立つための3つの柱は『エネルギーの安定供給、コストの認識、環境への配慮』」と述べ、「今後は特に可能性の大きい風力発電を伸ばしていきたい」と述べるなど、再生可能エネルギーによる発電を推進する姿勢を示している。なお2014年時点において、同州内の総発電量のうち再生可能エネルギーの占める割合は約23％となっており、2020年にはこれを38％に引き上げることが目標であるとしている。また2013年の時点で、同州における再生可能エネルギー関連の雇用が、自動車関連の雇用の半分近くまで伸びてきているとしている。
気候変動政策については、2015年のCOP21の際に、クレッチュマンとジェリー・ブラウン（アメリカ・カリフォルニア州知事）が、世界の知事や市長をパリに招き、温室効果ガスの排出量削減に対するより強い義務化の支持を、地方政府レベルの指導者から得るために対話を行った。

## 私生活
クレッチュマンはカトリック信者である。妻ゲアリンデとの間には3人の子供がおり、ジグマリンゲンで共に住んでいる。また、サッカー・ブンデスリーガのVfBシュトゥットガルトのファンとしても知られている。